# Siva Subaramani
Siva Subaramani (Hindi शिव सुब्रमणी; * 5. Juni 1996) ist ein indischer Leichtathlet, der sich auf den Stabhochsprung spezialisiert hat.

## Sportliche Laufbahn
Erste internationale Erfahrungen sammelte Siva Subaramani im Jahr 2017, als er bei den Asienmeisterschaften in Bhubwaneswar an der Einstiegshöhe scheiterte. 2023 belegte er bei den Hallenasienmeisterschaften in Astana mit übersprungenen 5,15 m den fünften Platz.
In den Jahren 2018, 2019 und 2022 wurde Subaramani indischer Meister im Stabhochsprung.

## Persönliche Bestleistungen
- Stabhochsprung: 5,31 m, 3. Oktober 2022 in Gujarat
  - Stabhochsprung (Halle): 5,15 m, 12. Februar 2023 in Astana